# Hamza Selami
Hamza Selami (en arabe : حمزة السلامي), né le 9 avril 1996 à Kénitra (Maroc), est un joueur international marocain de beach soccer, devenu joueur de futsal international marocain.

## Biographie
Hamza Selami naît le 9 avril 1996 à Kénitra et débute le futsal au Dynamo Kénitra, un club local. Il est le fils de Abdallah Selami, entraîneur de futsal de renom au Maroc[réf. nécessaire]. En 2023, il s'engage à la RS Berkane. 
Après une demi-saison passée à la RS Berkane, il s'engage à Marcouville City en Futsal D2. Il parvient à terminer la saison 2023-2024 en tant que meilleur buteur du championnat avec 37 buts en 15 matchs. 
Lors du mercato estival de 2024, il s'engage à Hérouville Futsal pour la saison 2024-2025. Toutefois, il ne termine pas la saison avec le club. Il quitte ce dernier à la mi-saison après avoir pris part à onze rencontres et marqué onze réalisations.

### En équipe nationale
Hamza Selami est appelé en premier lieu avec l'équipe du Maroc de beach-soccer. Il compte avec cette sélection plusieurs caps entre 2019 et 2020, prenant part aux Jeux mondiaux de plage de 2019 à Doha au Qatar sous la direction de Mustapha El Haddaoui,.

#### Équipe du Maroc
En mars 2021, il participe à son premier stage d'entraînement avec l'équipe du Maroc sous la direction du sélectionneur Hicham Dguig pour préparer le Championnat arabe des nations de futsal en Égypte.
En mai 2021, il rejoint Le Caire pour disputer et remporter cette compétition après une finale le 29 mai, 4-0 contre l'Égypte, le pays hôte,. Cependant, il ne fait aucune entrée en jeu. Six mois plus tard, il est sélectionné pour une double confrontation amicale contre le Brésil à Laâyoune, mais prend place dans les tribunes durant les deux matchs,.
Il est rappelé en décembre 2024, lorsqu'il fait ses débuts avec le Maroc en disputant une double confrontation amicale contre la Lettonie (victoire, 6-3 et 2-0).

## Statistiques

### En sélection
Le tableau suivant liste les rencontres de l'équipe du Maroc auxquelles Hamza Selami a pris part depuis le 13 décembre 2024 :

## Palmarès

### En sélection
- Équipe du Maroc (1)
  - Coupe arabe des nations (1)
    -  Champion : 2021

### En club
- 2021 : Meilleur buteur de la Futsal D1 2020-2021 (Maroc) avec 41 buts.
- 2024 : Meilleur buteur de la Futsal D2 2023-2024 (France) avec 37 buts[1].